# ルノー・R25
ルノー・R25 (Renault R25) はルノーF1が2005年のF1世界選手権に投入したフォーミュラ1カー。ボブ・ベル（テクニカルディレクター）、ティム・デンシャム（チーフデザイナー）、ディノ・トソ（チーフエアロダイナミシスト）によって設計され、2005年の開幕戦から最終戦まで実戦投入された。

## 構造
2005年からレギュレーションが大幅に変更されることを受け、エアロダイナミクス面の見直しを中心に開発が進められた。
ノーズは先端が垂れ下がった形状で、R24よりも細く絞られた。フロントウイングは複雑な3D形状となり、第4戦サンマリノGPではフロントウイングにアッパーエレメントが装着され、以後、この空力デバイスはF1マシンのトレンドにもなった。

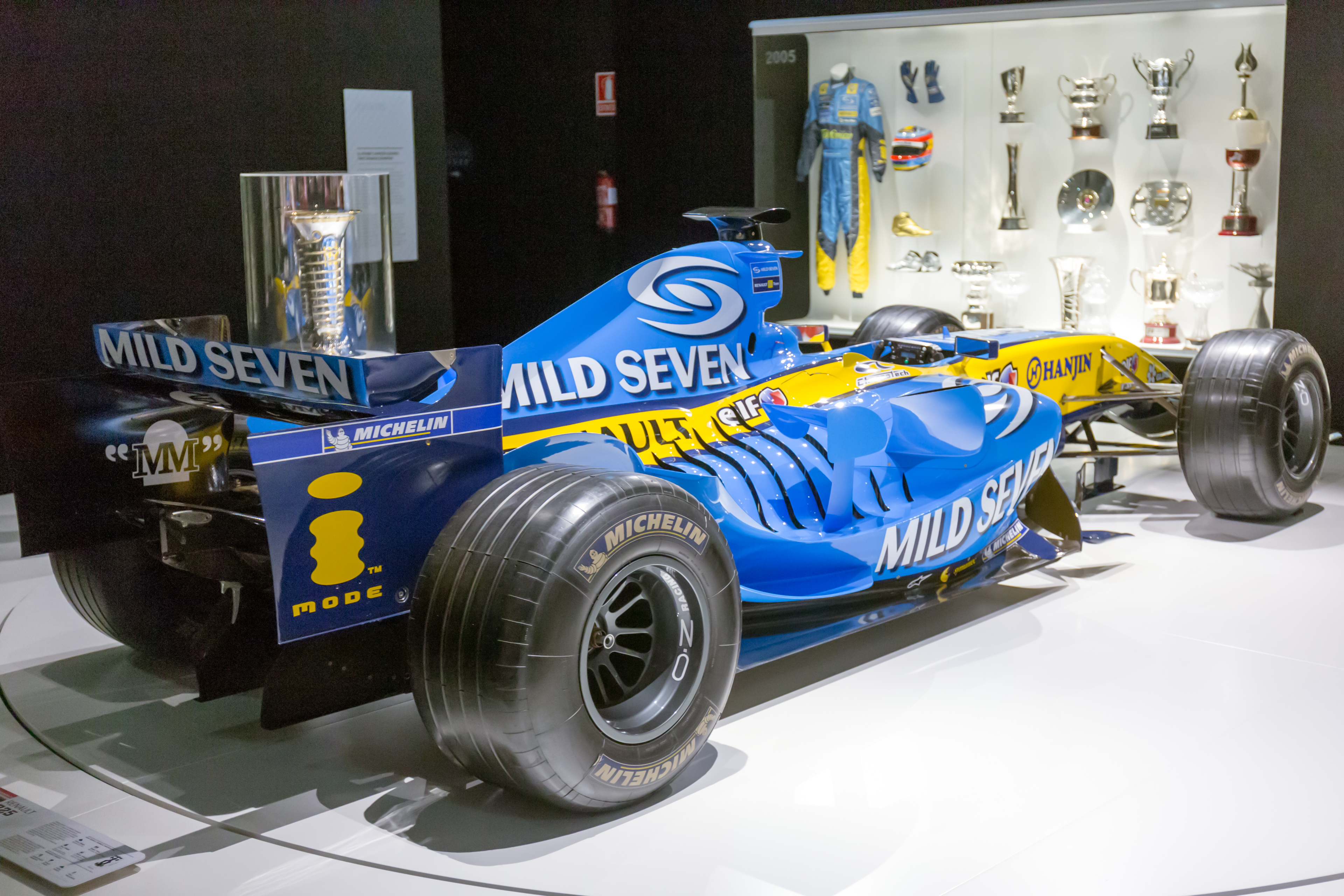
R25のシャークルーバー

サイドポンツーンはよりタイトに絞り込まれ、冷却面で厳しくなるのを防ぐため、上面に放熱用のシャークルーバーが何本も刻まれた。これは2003年にフェラーリ・F2003-GAが始めたものにルノー独自の解釈を加えていた。
R25にはダウンフォース減少に対応するためにメカニカルグリップを上げる方向性を持たせており、その一例としてリヤサスペンションのアッパーアームはR24の左右一体型から、再び別体式に戻されている。フロントサスペンション・ロワアームのマウントにはV字型のステー（Vキール）を開発し、翌年以降も使用した。この年のみ導入された予選・決勝タイヤ共通ルールにも対応し、高度なローンチコントロールシステムを開発して、レーススタート時に優位に立った。
搭載されるRS25エンジンは、R24に搭載されたものと同じバンク角72度の正常進化バージョンとなった。当初は新設計となるバンク角90度のV10エンジンを使用する予定だったが、2006年から2.4リッターV8エンジンの使用が義務付けられたことや2レース1エンジン化により長寿命化が求められたことから、その投入が見送られたためである。
トランスミッションは前年からのキャリーオーバーとなる6速シーケンシャル。7速がトレンドになりつつあった当年においては既に旧式で重い構造であったが引き換えに信頼性は高く、トルクバンドの広いエンジン特性にもマッチしていた。

## 2005年シーズン

### プレシーズン
2005年1月25日、スペインのバレンシア・サーキットで行われた合同テストにおいてフェルナンド・アロンソによってシェイクダウンされた。合同テスト最終日には新加入となるジャンカルロ・フィジケラもハンドルを握った。2月1日には、モナコのグリマルディ・フォーラムで報道陣などを招いての新車発表会が行われた。翌2日から4日まで、バレンシアでの合同テストに参加し、ショートランだけでなくロングランでも好タイムを記録し、他チームを引き離す好調ぶりを示していた。

### シーズン開幕
2005年シーズンはブリヂストンタイヤを履くフェラーリが低迷し、ミシュランタイヤユーザーのルノーとマクラーレンが2強となった。
開幕戦のオーストラリアGPはフィジケラがポール・トゥ・ウィンを達成。その後フィジケラはマシントラブルに悩まされたこともあり、シーズン中に再び優勝を飾ることができなかった。
チームメイトのアロンソは第2戦マレーシアGPでシーズン初勝利を挙げると、第4戦サンマリノGPではミハエル・シューマッハの猛追を振り切り、3連勝を達成した。マクラーレンのキミ・ライコネンがマシンの信頼性不足に苦しんだのに対し、アロンソは優勝7回、表彰台フィニッシュ15回という抜群の安定感で終始シーズンをリードし、エマーソン・フィッティパルディの記録を33年ぶりに更新して史上最年少チャンピオンを獲得した。
また、ルノーもコンストラクターとして1977年の初参戦以来初めてチャンピオンとなり、選手権2冠を達成した。

## 2005年-2006年シーズンオフ
新型V8エンジンを搭載したルノーR26が2006年1月10日にデビューするまで、V8エンジン搭載時を想定したテストプログラムは制限付きV10エンジンを積んだR25が担うこととなった。これはチームがハイブリッド仕様に否定的であったことに加え、R25のV10エンジンと新型V8エンジンではバンク角が異なる（72度と90度）といった理由から、R25にV8エンジンを搭載するのが困難であったためである。

## 2020年のデモラン
2020年12月、2021年にアルピーヌへと名称変更するルノーF1チームの足跡を祝う一環として、F1アブダビGPの期間中にヤス・マリーナ・サーキットでR25のデモランが行われ、アロンソがステアリングを握った。走行を終えた後「正直、これが今の僕たちに足りないものだよ」「ファンだけでなく、パドックにいるみんながこの音を恋しく思っている。子供の頃、テレビを見ていて好きになったあのF1が恋しいんだ」と語った。F1公式YouTubeでオンボード映像が公開されている。

## スペック

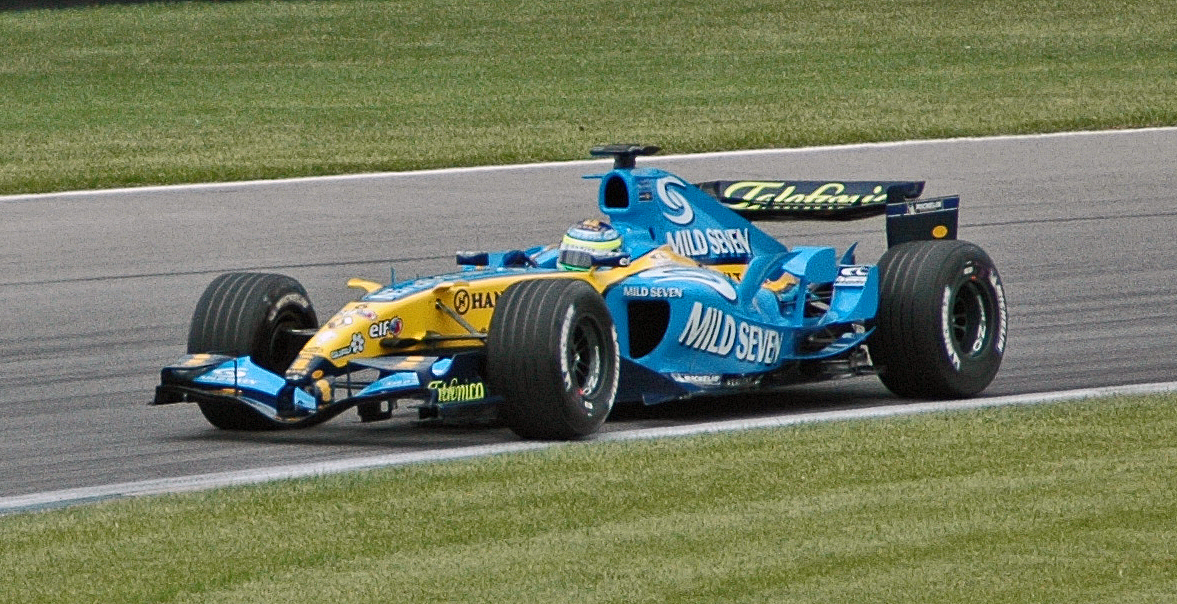
R25に乗るジャンカルロ・フィジケラ

### シャーシ
- シャーシ名 R25
- 全長 4,800mm
- 全幅 1,800mm
- 全高 1,000mm
- ホイールベース 3,100mm
- 前トレッド 1,450mm
- 後トレッド 1,400mm
- クラッチ AP
- ブレーキキャリパー AP
- ブレーキディスク・パッド ヒトコ
- ホイール O・Z
- タイヤ ミシュラン
- ギヤボックス 6速シーケンシャル/チタン製ケーシング

### エンジン
- エンジン名 RS25
- 気筒数・角度 V型10気筒・72度
- 排気量 3,000cc
- スパークプラグ チャンピオン
- 燃料・潤滑油 エルフ
- イグニッション マニエッティ・マレリ
- インジェクション マニエッティ・マレリ

## 記録
| 年   | No. | ドライバー | 1   | 2   | 3   | 4   | 5   | 6   | 7   | 8   | 9   | 10  | 11  | 12  | 13  | 14  | 15  | 16  | 17  | 18  | 19  | ポイント | ランキング |
| 年   | No. | ドライバー | AUS | MAL | BHR | SMR | ESP | MON | EUR | CAN | USA | FRA | GBR | GER | HUN | TUR | ITA | BEL | BRA | JPN | CHN | ポイント | ランキング |
| ---- | --- | ---------- | --- | --- | --- | --- | --- | --- | --- | --- | --- | --- | --- | --- | --- | --- | --- | --- | --- | --- | --- | -------- | ---------- |
| 2005 | 5   | アロンソ   | 3   | 1   | 1   | 1   | 2   | 4   | 1   | Ret | DNS | 1   | 2   | 1   | 11  | 2   | 2   | 2   | 3   | 3   | 1   | 191      | 1位        |
| 2005 | 6   | フィジケラ | 1   | Ret | Ret | Ret | 5   | 12  | 6   | Ret | DNS | 6   | 4   | 4   | 9   | 4   | 3   | Ret | 5   | 2   | 5   | 191      | 1位        |

- 太字はポールポジション、斜字はファステストラップ。(key)
- ドライバーズランキング
  - フェルナンド・アロンソ 133ポイント 1位
  - ジャンカルロ・フィジケラ 58ポイント 5位